# FC Dacia Pitești
Fotbal Club Dacia Pitești, cunoscut sub numele de Dacia Pitești, a fost o echipă de fotbal din România cu sediul în orașul Pitești, județul Argeș. Dacia a fost înființată în 1953 sub numele de „Metalul Colibași”, apoi din 1969 purtând numele celebrei fabrici Automobile Dacia, proprietară și sponsor principal al clubului. Clubul a fost dizolvat în 2001, ca urmare a fuziunii cu AS Mioveni, fuziune prin care Dacia a fost absorbită.

## Istorie
Dacia Pitești a fost înființată în 1953 în Mioveni, județul Argeș, sub denumirea de Metalul Colibași (Mioveni era numit la acea vreme Colibași). Metalul a promovat pentru prima dată în diviziile naționale la sfârșitul sezonului 1968–69, după ce a câștigat Campionatul Județean Argeș și barajul de promovare împotriva lui Vagonul Ploiești,  campioana Județului Prahova (2–1 la Colibași și 0–0 la Ploiești). După promovare, clubul a intrat în proprietatea Automobile Dacia și și-a schimbat numele în Dacia Pitești, (uneori cunoscută și sub numele de Dacia Colibași). Dacia a petrecut șase sezoane la nivelul Diviziei C, cu un loc 3, ca cea mai bună performanță, la finalul sezonului 1972–73. Băieții din fabrică au retrogradat la finalul sezonului 1974–75, unul foarte slab pentru ei, ocupând locul 15 din 16.
Dacia a promovat înapoi după un singur sezon petrecut în ligile județene, apoi a urmat un parcurs lung în eșalonul trei, nu mai puțin de 12 ani, perioadă în care clubul s-a clasat cele mai multe sezoane la mijlocul tabelului, cu două excepții: pe locul 2. locul la sfârșitul sezonului 1982–83 (10 ani mai târziu de la cea mai bună performanță anterioară) și locul 1 la sfârșitul sezonului 1987–88. După această ultimă performanță, Dacia a promovat pentru prima dată în Divizia B.

### Liga a II-a
A fost o scurtă aventură pentru lotul Automobile Dacia, care urma să retrogradeze la finalul sezonului, după ce s-a clasat pe locul 16 din 18, la doar un punct de primul loc neretrogradabil, ocupat de AS Drobeta-Turnu Severin. Băieții din județul Argeș au câștigat Seria VII a Diviziei C la finalul sezonului 1991–92, dar au ratat promovarea după un play-off nereușit. Dacia a fost în sfârșit promovată înapoi în Divizia B în vara anului 1994 (după o absență de 5 ani), fiind încoronată campioană a Serii III a Diviziei C, la 11 puncte față de vicecampioana, Petrolul Stoina.
Următorii șase ani (între 1994 și 2000) este considerată cea mai bună perioadă din istoria clubului, Dacia a jucat constant (cu rezultate bune) la nivelul Divizia B. În acești șase ani, echipa a fost clasată după cum urmează: pe locul 6 (1994–95), pe locul 7 (1995–96), pe locul 5 (1996–97), locul 10 (1997–98), locul 13 (1998–99) și al 4-lea (1999–2000) – cel mai bun rezultat din istoria clubului. Tot în această perioadă, clubul a fost considerat club pepinieră pentru FC Argeș Pitești.
În mod ironic, după ce Dacia a obținut cel mai bun clasament din istoria sa, clubul a decis să-și vândă locul din Divizia B către Politehnica Timișoara, club retrogradat la nivelul trei în acel sezon. Drept urmare, Dacia a luat locul Politehnicii în eșalonul al treilea și a dat la Timișoara câțiva jucători, printre care Alin Chița, Cristian Bratu, Marius Diță și Daniel Stanciu. În urma acestor schimbări, Dacia a mai jucat un sezon la nivelul Divizia C (locul 6 din 15), apoi în vara anului 2001 clubul a fuzionat cu AS Mioveni. În urma acestei fuziuni, Dacia Pitești a fost absorbită în AS Mioveni, club care a fost redenumit „AS Dacia Mioveni” și a început să fie sponsorizat de Automobile Dacia.
| Nume             | Perioada  |
| ---------------- | --------- |
| Metalul Colibași | 1953–1996 |
| Dacia Pitești    | 1996–2000 |

## Stadion
Dacia Pitești și-a disputat meciurile de acasă pe Stadionul Colibași din Mioveni sau pe Stadionul Dacia din Ștefănești, ambele situate în județul Argeș și cu o capacitate de aproximativ 1.000 de locuri.

## Palmares
- Liga a III-a:
  - Câștigători (3): 1987–88, 1991–92, 1993 –94
  - Al doilea loc (1): 1982–83
- Liga a IV-a - Județul Argeș:
  - Câștigători (2): 1968–69, 1975–76

### Alte performanțe
- Apariții în Liga II: 7
- Cel mai bun loc în Liga II: a 4-lea' (1999–2000)
- Cel mai bun loc în Cupa României: Șaisprezecimi de finală' (1975–76)

## Foști jucători de seamă
Fotbaliștii înscriși mai jos au avut selecții internaționale pentru țările lor la nivel de juniori și/sau seniori și/sau mai mult de 50 de selecții pentru FC Dacia Pitești.
- Ionuț Badea
- Ilie Bărbulescu
- Alin Chița
- Nicolae Dică
- Marius Diță
- Adrian Neaga
- Andrei Speriatu
- Constantin Zamfir
- Mihai Zamfir

## Istoria în ligă
| Sezon     | Eșalon | Divizie   | Loc | Note         | Cupa României |
| --------- | ------ | --------- | --- | ------------ | ------------- |
| 2000–2001 | 3      | Divizia C | 6   |              |               |
| 1999–2000 | 2      | Divizia B | 4   | Retrogradată |               |
| 1998–1999 | 2      | Divizia B | 13  |              |               |
| 1997–1998 | 2      | Divizia B | 10  |              |               |

| Sezon     | Eșalon | Divizie   | Loc   | Note      | Cupa României |
| --------- | ------ | --------- | ----- | --------- | ------------- |
| 1996–1997 | 2      | Divizia B | 5     |           |               |
| 1995–1996 | 2      | Divizia B | 7     |           |               |
| 1994–1995 | 2      | Divizia B | 6     |           |               |
| 1993–1994 | 3      | Divizia C | 1 (C) | Promovată |               |